# Y être ou ne pas y être
 (février 2017).
Si vous disposez d'ouvrages ou d'articles de référence ou si vous connaissez des sites web de qualité traitant du thème abordé ici, merci de compléter l'article en donnant les références utiles à sa vérifiabilité et en les liant à la section « Notes et références ».
Pour plus de détails, voir Fiche technique et Distribution.
Y être ou ne pas y être ou La Sorcière et le Lapin (A Witch's Tangled Hare) est un cartoon Looney Tunes réalisé par Abe Levitow en 1959.